# Judd Deere
Judson P. Deere (sinh ngày 28 tháng 11 năm 1987) là một cố vấn chính trị người Mỹ, hiện đang là Trợ lý Đặc biệt cho Tổng thống và Phó Thư ký Báo chí trong chính quyền của Tổng thống Hoa Kỳ Donald Trump.

## Tuổi thơ và giáo dục
Deere sinh ra ở Benton, Arkansas và tốt nghiệp Lyon College năm 2010 với bằng Cử nhân Nghệ thuật về Khoa học Chính trị và Lịch sử.
Deere là gay.

## Sự nghiệp
Deere bắt đầu sự nghiệp với tư cách là giám đốc hiện trường cho Đảng Cộng hòa Arkansas trong cuộc bầu cử năm 2010. Sau đó, ông trở thành trợ lý của Thượng nghị sĩ Hoa Kỳ John Boozman, với tư cách là Giám đốc Hệ thống và Phóng viên. Vào tháng 6 năm 2012, ông được thuê làm Giám đốc Truyền thông Mới cho Thượng nghị sĩ Hoa Kỳ Mike Crapo và được đặt tại văn phòng Boise, Idaho của ông.
Năm 2014, Deere làm việc cho chiến dịch của Tim Griffin cho trung tướng. Vào tháng 12 năm 2014, ông trở thành giám đốc truyền thông cho Tổng chưởng lý Arkansas Leslie Rutledge, rời vào tháng 11 năm 2017.
Deere rời Arkansas vào tháng 11 năm 2017 để làm việc tại Washington, D.C., trong chính quyền Donald Trump, với tư cách là giám đốc truyền thông nhà nước và địa phương tại Nhà Trắng. Vào tháng 9 năm 2018, ông được thăng chức Trợ lý Đặc biệt cho Tổng thống và Giám đốc Truyền thông. Vào tháng 1 năm 2019, ông được bổ nhiệm làm Trợ lý Đặc biệt cho Tổng thống và Phó Thư ký Báo chí.